# Liste der Kulturdenkmale in Hohenwarte
In der Liste der Kulturdenkmale in Hohenwarte sind alle Kulturdenkmale der thüringischen Gemeinde Hohenwarte (Landkreis Saalfeld-Rudolstadt) und ihrer Ortsteile aufgelistet (Stand: 12. Februar 2013).

## Denkmalensemble

### Hohenwarte
| Bild            | Bezeichnung                           | Lage                             | Datierung | Beschreibung | ID |
| --------------- | ------------------------------------- | -------------------------------- | --------- | ------------ | -- |
| Fotos hochladen | Denkmalensemble „Siedlung Hohenwarte“ | Preßwitzer Straße 1 – 22 (Karte) |           |              |    |

## Einzeldenkmale

### Hohenwarte
| Bild                           | Bezeichnung                          | Lage                         | Datierung | Beschreibung                                                                                           | ID |
| ------------------------------ | ------------------------------------ | ---------------------------- | --------- | --- | -- |
| Fotos hochladen                | Friedhofskapelle                     | Preßwitzer Straße (Karte)    |           | |    |
| Fotos hochladen                | Pumpspeicher-Kraftwerk Hohenwarte I  | Preßwitzer Straße (Karte)    |           | Bestandteil Wasserkraftanlagen an der Oberen Saale (Saale-Kaskade)                                     |    |
| Fotos hochladen                | Ehemalige Fabrikantenvilla           | Preßwitzer Straße 1 (Karte)  |           | Bestandteil Denkmalensemble „Siedlung Hohenwarte“                                                      |    |
| Fotos hochladen                | Forsthaus                            | Preßwitzer Straße 2 (Karte)  |           | Forsthaus mit Grundstück und Einfriedung / Bestandteil Denkmalensemble „Siedlung Hohenwarte“           |    |
| weitere Bilder Fotos hochladen | Dorfkirche                           | Preßwitzer Straße 5 (Karte)  | 1938      | Kirche mit Ausstattung, Grundstück und Einfriedung / Bestandteil Denkmalensemble „Siedlung Hohenwarte“ |    |
| Fotos hochladen                | Ehemalige Fabrikantenvilla           | Preßwitzer Straße 13 (Karte) |           | |    |
| Fotos hochladen                | Pumpspeicher-Kraftwerk Hohenwarte II | Preßwitzer Straße 25 (Karte) |           | Bestandteil Wasserkraftanlagen an der Oberen Saale (Saale-Kaskade); 1956–1963 erbaut                   |    |

## Quelle
- Denkmalliste des Landkreises Saalfeld-Rudolstadt. (PDF; 632 kB) kreis-slf.de